# 二軍
二軍（にぐん）は、スポーツチームにおいて控え選手で構成されるチーム。主力選手で構成されるチーム「一軍」の対義語としても用いられる。
故障などによって一軍に欠員が生じた場合や、二軍で大きく成長した選手がいた場合などには二軍から一軍へ選手が「昇格」する他、不調の一軍選手・好調の二軍選手同士で入れ替わることもある。一般的に、二軍選手にも試合という形で活躍できる場は与えられるものの、観客、報道、成績に対する評価など、あらゆる事柄の重要度が一軍と比べて低い。
アマチュアスポーツ、特に日本のクラブ活動・部活動などにおいては、二軍に当たる選手を「補欠」と表現することが多い。

## 野球

### NPBの二軍
日本のプロ野球リーグである日本野球機構（NPB）の場合、公式戦に出場できるのは支配下選手登録の選手の中で出場選手登録された選手である。こうした出場選手登録された選手たちが一軍にあたり、それ以外の選手は二軍所属となる。NPBの二軍はファーム（farm）とも呼ばれ、一軍のセントラル・リーグ、パシフィック・リーグに対してイースタン・リーグ、ウエスタン・リーグという2リーグによって構成されている。二軍でも「公式戦」が行われ、「ファームリーグ」や「ファーム公式戦」などと呼ばれる。
主に「選手育成の場」として位置づけられている他、故障・不調により戦線離脱した主力選手の調整の場でもある。そのため、一般的には「二軍で獲ったタイトルに価値はない」などと言われるが、監督として一軍と二軍の両方で優勝経験を持つ岡田彰布は「たとえ二軍でも、勝たないと野球は楽しくならない」と語っている。一方、里崎智也は「一番ヤバいのは二軍でタイトル獲る奴だよ」「獲る前に普通一軍上がるやろ」と二軍のタイトルの価値を否定しており、取り分け「首位打者って規定打席到達しなきゃいけないから、二軍の首位打者が一番使えないんだよ」と主張している。
二軍の本拠地は一軍の近隣地域に置くことが多いが、プロ野球地域保護権には拘束されない。例として北海道日本ハムファイターズは一軍（北海道北広島市）と二軍（千葉県鎌ケ谷市）の本拠地間が直線距離ににして約800km離れている。また一軍では埼玉西武ライオンズの保護地域である埼玉県には、西武のほか千葉ロッテマリーンズ・東京ヤクルトスワローズの二軍本拠地が設けられている。
1950年 - 1952年には、ファームリーグにのみ参加する球団として山陽クラウンズが存在した。自前の選手の他に、二軍組織を持たなかった西日本パイレーツから選手を預かったり、一時二軍が活動を停止していた大洋ホエールズから育成を委託されたこともあった。2023年には約70年ぶりにファームリーグのみに参加するチームが公募され、オイシックス新潟アルビレックス・ベースボール・クラブとくふうハヤテベンチャーズ静岡が翌2024年から参入している。この2チームはNPB球団ではなく、所属選手はプロ野球在籍年数をカウントしないものの、チーム成績、個人成績は全て公式記録とし、表彰の対象にもなる。

#### 二軍の興行
NPBの二軍は、各チームとも不採算ながら「選手育成のために必要な経費」としてみられており、「お客さんに見せるもの」という意識はあまりない。
2000年から2010年まで、横浜ベイスターズが二軍の独立採算制を目指し、名称も一軍とは異なる「湘南シーレックス」とするなどしていたものの、定着するに至らなかった。また、埼玉西武ライオンズやオリックス・バファローズでも、二軍の独立採算制を目指し二軍の名称のネーミングライツを売却していた時期があったがいずれも定着せず、2022年現在はいずれの球団も一軍と二軍のチーム名が同一となっている。
入場料・チケット料金は一軍の試合と比して格安に設定されている場合がほとんどである。特に阪神タイガース、広島東洋カープ、千葉ロッテマリーンズの3球団は2023年現在、二軍本拠地の主催試合は完全無料となっている。
今浪隆博は、二軍が1シーズンに1試合、多いシーズンで2,3試合行う社会人チームとの対戦について、ドラフト指名に備えての偵察、あるいはパイプのあるチームとの交流と説明している。その上で、一流社会人チームよりもNPBの二軍の方が強いと今浪は主張している。実際の勝敗ではNPBの二軍が結構負けることがあると断りを入れているが、にもかかわらずNPBの二軍の方が強いと主張する理由について、あくまで社会人チームとの対戦では二軍でも控え級選手がメインになって出場するのであり、二軍の主力級と比べるとそちらの方が強い（とはいえ社会人チームとの試合は、二軍のフルメンバーで社会人チームとの格の違いを見せつける趣旨ではなく、二軍でも出場機会に恵まれづらい選手の出場機会を与える趣旨である）と語っている。今浪はまた、「アマチュア相手に何やってんだ（気を抜くな）!」と試合の勝敗や内容などで首脳陣を怒らせることになるため、二軍の主力級は社会人チームと試合をしたがらないと証言している。

#### 三軍・四軍
育成選手制度による育成選手が多く所属する球団などでは三軍を設ける場合もあり、2023年現在は読売ジャイアンツ、広島東洋カープ、埼玉西武ライオンズ、オリックス・バファローズ、福岡ソフトバンクホークスが三軍制を採用している。なおオリックスは対外的には「三軍」の呼称は用いていないものの、ファーム公式戦とは別に交流戦をこなすチームを組織しており、これが実質的な三軍となっている。
巨人・西武・オリックス・ソフトバンクの三軍は育成選手を中心にチームを結成し、NPB球団の二軍や独立リーグのチーム、社会人野球クラブなどと練習試合を行っている。一方、広島の三軍は故障した選手のリハビリや若手選手の身体作りの場として設立されているため、チームとして対外試合は行っていない。
なおソフトバンクについては、三軍の対外試合を増やすために2023年から四軍を導入することになった。2023年秋季キャンプの時期の報道では、ソフトバンクの四軍には専任の打撃投手がおらずコーチや監督が打撃投手を買って出るという、劣悪な練習環境が伝えられた。

#### 二軍チーム一覧
2024年現在、NPBの二軍は次の12チームである。なお、2024年からファームリーグに参加しているオイシックスやくふうハヤテは、一軍に対する二軍ではないので下記の一覧には加えていない。
| リーグ             | 二軍チーム                   | 本拠地球場                                                        | 本拠地所在           | 一軍本拠地所在       |
| ------------------ | ---------------------------- | ----------------------------------------------------------------- | -------------------- | -------------------- |
| イースタン・リーグ | 読売ジャイアンツ             | ジャイアンツタウンスタジアム                                      | 東京都稲城市         | 東京都文京区         |
| イースタン・リーグ | 東京ヤクルトスワローズ       | ヤクルト戸田球場                                                  | 埼玉県戸田市         | 東京都新宿区         |
| イースタン・リーグ | 横浜DeNAベイスターズ         | 横須賀スタジアム                                                  | 神奈川県横須賀市     | 神奈川県横浜市中区   |
| イースタン・リーグ | 北海道日本ハムファイターズ   | ファイターズ鎌ケ谷スタジアム                                      | 千葉県鎌ケ谷市       | 北海道北広島市       |
| イースタン・リーグ | 東北楽天ゴールデンイーグルス | 楽天イーグルス泉練習場 （森林どりスタジアム泉）                   | 宮城県仙台市泉区     | 宮城県仙台市宮城野区 |
| イースタン・リーグ | 埼玉西武ライオンズ           | 西武第二球場 （CAR3219フィールド）                                | 埼玉県所沢市         | 埼玉県所沢市         |
| イースタン・リーグ | 千葉ロッテマリーンズ         | ロッテ浦和球場                                                    | 埼玉県さいたま市南区 | 千葉県千葉市美浜区   |
| ウエスタン・リーグ | 中日ドラゴンズ               | ナゴヤ球場                                                        | 愛知県名古屋市中川区 | 愛知県名古屋市東区   |
| ウエスタン・リーグ | 阪神タイガース               | 日鉄鋼板SGLスタジアム尼崎                                         | 兵庫県尼崎市         | 兵庫県西宮市         |
| ウエスタン・リーグ | 広島東洋カープ               | 広島東洋カープ由宇練習場                                          | 山口県岩国市         | 広島県広島市南区     |
| ウエスタン・リーグ | オリックス・バファローズ     | 舞洲バファローズスタジアム （杉本商事バファローズスタジアム舞洲） | 大阪府大阪市此花区   | 大阪府大阪市西区     |
| ウエスタン・リーグ | 福岡ソフトバンクホークス     | ホークススタジアム筑後 （タマホーム スタジアム筑後）              | 福岡県筑後市         | 福岡県福岡市中央区   |

#### 年表
- 1948年 日本プロ野球最古のファーム球団として金星リトルスターズ（金星二軍）と急映チックフライヤーズ（急映二軍、現在の日ハム二軍）が創設される。
- 1949年 巨人二軍・阪急二軍・南海二軍が創設。
- 1950年 阪神二軍・国鉄二軍・広島二軍・毎日二軍が創設。独立二軍球団として山陽クラウンズが創設。
- 1951年 大洋二軍が解散し、山陽に二軍選手育成を委託開始。
- 1952年 関西ファーム・リーグ（所属球団：中日・阪神・阪急・南海・西鉄・松竹・山陽）が結成。同年、山陽が解散。
- 1953年 松竹と大洋が合併し洋松になったため、松竹が関西ファームリーグから脱退。近鉄が関西ファームリーグに加盟。山陽解散に伴い、山陽に二軍選手育成を委託していた洋松が二軍創設。
- 1954年 トンボBユニオンズ（高橋二軍）が創設。セ・リーグ加盟球団の二軍球団による新日本リーグ（所属球団：巨人・阪神・中日・国鉄・洋松・広島）が結成。新日本リーグ創設に伴い、中日・阪神が関西ファームリーグから脱退。
- 1955年 関西ファームリーグが改組されウエスタン・リーグ（加盟球団：中日・阪神・阪急・南海・西鉄・近鉄・広島）が結成。イースタン・リーグ（加盟球団：毎日・国鉄・巨人・トンボ・大映・大洋・東映）が結成。新日本リーグ解散。
- 1956年 イースタンリーグが中断。
- 1961年 イースタンリーグが再開（再開時加盟球団：巨人・国鉄・大洋・東映・大毎）。
- 1979年 クラウンが西武へ身売りし本拠地を埼玉に移したことに伴い、西武がイースタンリーグに加盟。
- 2005年 楽天二軍が創設し、イースタンリーグに加盟。
- 創設年度不明 中日二軍（1951年？）・大洋二軍（1949年？）・西鉄二軍（1950年？）・近鉄二軍（不明、1953年以前）・松竹二軍（不明、1952年以前）

### MLBの二軍
メジャーリーグベースボール（MLB）の場合、MLB球団とメジャー契約を結びMLBの公式戦に出場することができるロースター枠に入ることができなかった選手は、MLB球団とマイナー契約を結び傘下の「マイナーリーグベースボール」（MiLB）でプレーする。
MiLBに所属する各球団は、MLB球団との間で選手の貸出・育成に関する傘下協定を結んだ別事業体である。そのため、独立採算制や独自の球団名を有しており、ファン獲得の競合を避けるため提携MLB球団の本拠地から離れた別の都市に本拠地を構えることが多い。
MiLBの中には複数の階級が存在しており、各MLB球団は複数のMiLB球団と傘下協定を結んでいる状態である。また、それらの協定はあくまで独立した企業間の業務提携であるため、提携関係を解消した球団が新たに別の球団と提携を結び直すこともしばしばある。

## サッカー
サッカーでは、「二軍」に相当する控え選手で構成されるチームを一般に「リザーブチーム」と呼称する。日本のJリーグにおいては「サテライト（satellite）」と呼ばれる。

## バスケットボール

### NBAの二軍
NBA(ナショナル・バスケットボール・アソシエーション)の場合、NBA球団と契約を結びNBAの公式戦に出場することができるロースター枠に入ることができなかった選手は、NBA球団と提携するチームと契約を結び、傘下の「NBAゲータレード・リーグ（Gリーグ）」でプレーする。

### 日本バスケットボールの二軍
日本のプロバスケットボールでは、リンク栃木ブレックスが二軍に当たるTGI D-RISEを結成され、日本バスケットボールリーグ（JBL）の2部である日本バスケットボールリーグ2部機構（JBL2）に所属し、適宜昇降格も行われていた。このチームはJBL2のナショナルバスケットボールデベロップメントリーグ（NBDL）に改編後の2013-14シーズンを最後に、本拠地を山形市に移し「パスラボ山形ワイヴァンズ」と改められて独立したが、引き続き選手の育成移籍などの業務提携関係は結んでいた。
B.LEAGUEでは規約として二軍的な下部組織を持つことは認められていない。兵庫インパルスはB.LEAGUE発足後、西宮ストークスの育成組織として活動していたが、規約の壁に阻まれ2020年に解散した。
B.LEAGUEと管轄を異とするB3リーグでは二軍を持つチームが存在し、地域リーグ在籍の大塚商会レッドアルファーズは大塚商会アルファーズのJBL2参入時に二軍組織として結成され、一軍がB3リーグに参入した後も昇降格が行われ、2018年に一軍が越谷に移転し大塚商会の資本外となるまでこの体制が続いた。B3リーグでは他にトライフープ岡山サテライトがトップチームとの昇降格を前提に活動している。